# 箕輪町図書館
箕輪町図書館（みのわまちとしょかん）は長野県上伊那郡箕輪町にある町立図書館。

## 建物構造
- 所在地 - 〒399-4601 長野県上伊那郡箕輪町大字中箕輪10295番地1
- 構造 - 鉄筋コンクリート構造[1]
- 延床面積 - 513.8m2

## 沿革

### 合併前

#### 東箕輪村戦勝記念文庫
明治38年（1905年）に、当時の東箕輪小学校長であった平出大信の主張により「日露戦役戦勝記念文庫」が設立。同年以降の小学校入学者による寄付金で図書を購入していた。

#### 箕輪村図書館
大正天皇の即位を記念して設置され、図書の購入と貸し出しなどを行う。青年会会員の運営によって戦後まで存続。

#### 中箕輪村
昭和10年（1935年）に村の理事者によって中箕輪実業補習学校の一部に図書館が設置される。終戦後に閉鎖されたが、昭和23年（1948年）の校舎取り壊しにより、図書の大部分を役場に移管して図書館業務を再開。

### 合併後
昭和23年（1948年）、町制施行により中箕輪村が中箕輪町となる。昭和30年（1955年）に中箕輪町・東箕輪村・箕輪村が合併し、箕輪町が発足。各町村の蔵書が併せられる。昭和35年（1960年）に町の公民館が設置された際に資料が移管され、公民館図書室が発足。その後国からの助成を得て、昭和52年（1977年）に箕輪町図書館が竣工・開館される。

## 文庫
当町出身の出版実業家で「名著出版」創業者の中村安孝（1926年 - 1990年）より寄贈された「中村安孝文庫」があり、同社の出版物のほとんどを網羅している。所蔵は約1600冊。

## 利用情報
- 開館時間 - 火曜日から日曜日 10:00 - 18:00
- 休館日 - 月曜日、毎月最終木曜日、祝日、蔵書点検期間（5月28日から6月４日）、年末年始